# Сандвикен (община)
Сандвикен (на шведски: Sandvikens kommun) е община в Швеция в състава на лен Йевлебори. Главен административен център на общината е едноименния град Сандвикен. Населението на общината е 37 250 души (към 31 декември 2013).